# Asparagus flavicaulis
Asparagus flavicaulis — вид рослин із родини холодкових (Asparagaceae).

## Біоморфологічна характеристика
Це прямовисна трав'яниста рослина заввишки до 3 м з висхідними гілками. Стебла прямовисні, дрібно запушені, в молодому віці темно-жовті, з віком темніші. Кладодії в пучках, голі, від кількох до багатьох, 5–7 мм завдовжки. Квітки 1–3. Листочки оцвітини вузькоеліптичні, 2–3 мм завдовжки, білі; тичинки з жовтими пиляками. Ягода чорна, ± 5 мм у діаметрі.

## Середовище проживання
Ареал: Ботсвана, Зімбабве, пн. ПАР.
Населяє рідколісся й відкриті савани з низькими чагарниками.